# قمار

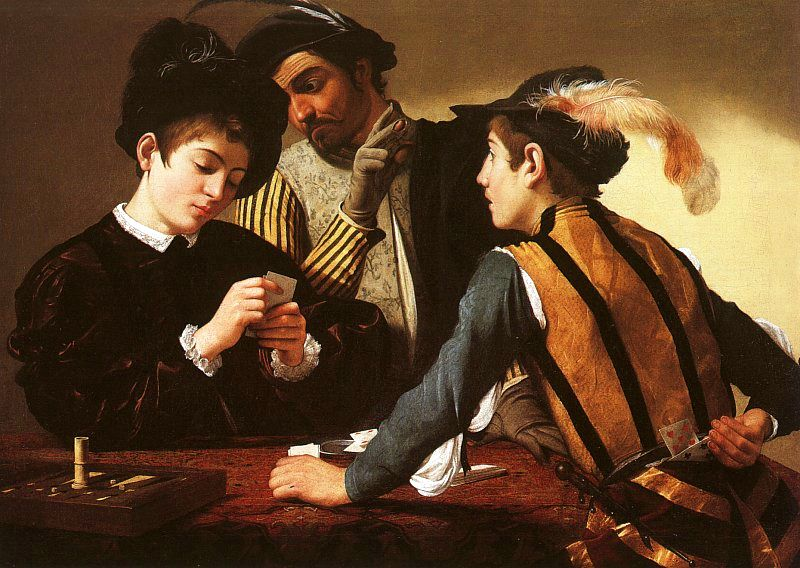
اثری از میشلانجلو مریسی

قمار یا مَنگیا شرط‌بندی بر سر پول، یا هر چیز دارای ارزش اقتصادی با پیشامد و نتیجهٔ نامشخص که با هدف برنده شدن پول یا هر کالای با ارزش دیگر انجام می‌گیرد یا به شرط‌بندی که میان دو یا چند نفر در یک بازی انجام می‌گیرد گفته می‌شود. قمار می‌تواند به صورت سازماندهی‌شده، در مراکزی به‌نام قمارخانه، که توسط فردی بی‌طرف مدیریت می‌شود، انجام بگیرد.

## تاریخچه
قدمت شرط‌بندی به دورهٔ پارینه‌سنگی، یعنی پیش از تاریخ مکتوب بازمی‌گردد. قدیمی‌ترین تاس‌های شش وجهی در بین‌النهرین کشف شده‌اند و قدمت آن به حدود ۳۰۰۰ سال قبل از میلاد می‌رسد. اگرچه این تاس‌ها بر اساس «قاب‌بازی» که قدمت آن به هزاران سال قبل بازمی‌گردد ساخته شده‌اند.
در چین، خانه‌های قمار در هزارهٔ اول قبل از میلاد رواج داشته و شرط‌بندی روی حیوانات جنگی رایج بوده است. همچنین بازی‌های لوتو و دومینو (پیش‌درآمدهای بازی پای گو) در اوایل قرن دهم در چین ظاهر شدند. کارت‌های بازی در قرن نهم پس از میلاد نیز در چین ظاهر شده‌اند.
تحقیقات نشان می‌دهد که قدمت شرط‌بندی در ژاپن به قرن چهاردهم بازمی‌گردد.
پوکر محبوب‌ترین بازی کارتی در ایالات متحده، برگرفته از بازی ایرانی آس ناس است که قدمت آن به قرن هفدهم می‌رسد.
اولین کازینوی شناخته شده، ریدوتو (به ایتالیایی: Ridotto)، در سال ۱۶۳۸ در ونیز شروع به کار کرد.

## قمار در کشورهای مختلف

### انگلستان
شرط‌بندی برای قرن‌ها یک فعالیت تفریحی اصلی در بریتانیای کبیر بوده است. اسب دوانی نیز برای بیش از سه قرن موضوع مورد علاقه جهت فعالیت‌های شرط‌بندی بوده است. این رقابت‌ها که به شدت تحت نظارت حکومت بوده از منظر تاریخی با مخالفت‌های بسیاری از سوی پروتستان‌های اوانجلیکا و اصلاح‌طلبان اجتماعی مواجه بوده است.

### ایالات متحده آمریکا
شرط‌بندی برای قرن‌ها یک فعالیت محبوب در ایالات متحده بوده است؛ همچنین در طول همین دوران، در بسیاری از مناطق توسط قانون سرکوب شده است. در اوایل قرن بیستم، شرط‌بندی تقریباً به‌طور یکنواخت در سراسر ایالات متحده غیرقانونی اعلام شد. این امر به رشد مافیا و سایر سازمان‌های جنایتکار کمک شایانی کرد. از اواخر قرن بیستم شاهد نرم شدن نگرش قانون‌گذاران و رفع ممنوعیت نسبت به جنبه‌های مختلف شرط‌بندی بوده‌ایم.

### ایران
قماربازی در ایران ممنوع است و همچنین در قانون مجازات جمهوری اسلامی ایران، در مادهٔ ۷۰۵ آمده است:
قماربازی با هر وسیله‌ای، ممنوع و مرتکبین آن به یک تا شش ماه حبس یا تا ۷۴ ضربه شلاق محکوم می‌شوند و در صورت تجاهر به قماربازی، به هر دو مجازات محکوم می‌گردند.
همچنین در مادهٔ ۴۶۵ قانون مدنی ایران نیز بیان شده است:
قمار و گروبندی باطل و دعاوی راجعه به آن مسموع نخواهد بود.
 در سال‌های اخیر شاهد رشد سایت‌های شرط‌بندی ایرانی هستیم و روزانه با فیلترینگ کشور ایران مواجه می‌شوند. اما همچنان به فعالیت خود ادامه داده و هر روز بر تعداد این سایت‌ها اضافه می‌شود.
قمار شامل شرط‌بندی بر روی بازی‌های انفرادی یا گروهی، استفاده از ابزارهایی مانند تخته‌های شطرنج، دارت، کارت و سایر وسایل بازی برای شرط‌بندی و برنده‌گیری است. این شرط‌بندی‌ها معمولاً پولی هستند و درصد بالایی از برنده‌ها به مبالغ برداشت شده در این بازی‌ها افزوده می‌شود.
در صورتی که فردی در ایران درگیر قمار شود و به عنوان بازیکن یا میزبان در فعالیت‌های قماری شرکت کند، ممکن است با تعقیب قانونی و مجازات مختلفی روبه‌رو شود. قوانین مرتبط با قمار در ایران ممکن است شامل جرایم مالی، جرم و محرومیت از حقوق اجتماعی مانند اشتغال به کار یا دریافت وام باشد.
در کشورهایی که قمار قانونی است، نظارت دولتی بر آن وجود دارد و فعالیت‌های قماری در محدوده‌های خاصی مانند کازینوها یا سایت‌های مجاز انجام می‌شود.
پس از انقلاب ۵۷ شطرنج به عنوان آلت قمار در ایران چند سال ممنوع بود. پس از آن با حکم حکومتی آزاد شد. در خصوص تخته نرد، پوکر و بریج که مسابقات بین المللی دارند و حتی در بازی های آسیایی بریج از سال ۲۰۱۸ وجود دارد حکم همچنان آلت قمار و غیرمجاز است.

### ترکیه
قمار در ترکیه نیز مانند ایران، غیرقانونی است. قانون کیفری ترکیه فعالیت‌های قمار را ممنوع و غیرقانونی تلقی می‌کند؛ بنابراین، هرگونه فعالیت قماری در ترکیه ممنوع و مورد تعقیب قانونی قرار می‌گیرد.
ترکیه یک کشور با جمعیت بزرگ و تاریخ قمار قدیمی است. در گذشته، قمار در برخی مناطق ترکیه قانونی بود و در کازینوها و باشگاه‌های شرط‌بندی قابل دسترسی بود. اما از سال ۲۰۰۷ به بعد، ترکیه قمار را غیرقانونی کرد و تمامی فعالیت‌های قماری را ممنوع اعلام کرد.
قوانین مرتبط با قمار در ترکیه شامل جرم و مجازات‌هایی مانند جریمهٔ مالی، محکومیت زندانی و محرومیت از حقوق اجتماعی می‌شود. علاوه بر این، ترکیه نیز تلاش می‌کند تا برخلاف قمار آنلاین را نیز کنترل کند و سایت‌های قمار آنلاین را فیلتر کند و دسترسی به آن‌ها را محدود کند.
در ترکیه، سازمان مبارزه با قمار غیرقانونی برای شناسایی و پیگیری فعالیت‌های قماری بر پایهٔ قوانین مربوط وجود دارد. افرادی که در ترکیه درگیر قمار شوند و به عنوان بازیکنان یا میزبانان در فعالیت‌های قماری شرکت کنند، ممکن است با تعقیب قانونی و مجازات مختلفی روبه‌رو شوند.

### امارات
در امارات متحده عربی و حتی دبی، قمار به‌طور رسمی ممنوع است و تحت قوانین شرعی و قانونی سخت کنترل می‌شود. در واقع، هرگونه فعالیت قماری در این کشور غیرقانونی است و ممکن است با جریمه و حتی زندان مواجه شود.
با این حال، در گذشته، قمار به‌طور غیررسمی و در بعضی از مکان‌های مخصوص قمار، مانند خانه‌های بازی و کازینوها، در امارات متحده عربی رواج داشت. اما پس از این‌که دولت امارات متحده عربی در سال ۱۹۸۷ قانونی را به منظور ممنوعیت هرگونه فعالیت قماری در کشور تصویب کرد، فعالیت‌های قماری به‌طور کامل قاطعانه ممنوع شدند.
اما با وجود ممنوعیت‌های قمار در امارات متحده عربی، برخی از مردم هنوز هم تلاش می‌کنند تا به‌صورت غیررسمی در فعالیت‌های قماری شرکت کنند. برای مثال، برخی از افراد در کلوپ‌های شبانهٔ شهرها و روستاها قمار بازی می‌کنند. همچنین، برخی از سایت‌های اینترنتی نیز برای تبلیغات خود از قمار استفاده می‌کنند، اما دولت امارات متحده عربی به صورت فعال در برابر این فعالیت‌های غیرقانونی عمل می‌کند و سعی می‌کند آن‌ها را به‌سختی مجازات کند.

## انواع قمار
قمار انواع مختلفی دارد که به طور کلی در دو فضای حضوری(فیزیکی) و مجازی( برخط) انجام میشود.
قمار حضوری نوعی از قمار است که افراد در یک مکان مشخص مثلا یک قمارخانه میروند و با بستن شرط با مبالغ مختلف به انجام قمار میپردازند.
قمار برخط نوعی از قمار است که افراد در یک فضای غیرحضوری مثلا یک سایت اینترنتی با بستن شرط با مبالغ مختلف به انجام قمار میپردازند.

## اعتیاد به قمار
شرط‌بندی و قماربازی می‌تواند به تدریج حالت افراطی و غیرعادی به خود گرفته و باعث معتاد شدن فرد، به انجام آن شود. این نوع وابستگی که بر اثر تغییر در الگوهای ذهنی فرد به وجود می‌آید، در زمرهٔ اعتیادهای رفتاری، قلمداد می‌شود.